# Nephodia nubilaria
Nephodia nubilaria är en fjärilsart som beskrevs av Jacob Hübner 1823. Nephodia nubilaria ingår i släktet Nephodia och familjen mätare. Inga underarter finns listade i Catalogue of Life.